# Боров магнетон
Боров магнетон је изведена јединица за мјерење магнетног момента атома, електрона и молекула.
Дефинисан је као:
{\displaystyle \mu _{B}={{e_{0}\hbar } \over {2m_{e}}}},
где је
{\displaystyle e_{0}} - основни набој,
{\displaystyle \hbar } - редукована Планкова константа,
{\displaystyle m_{e}} - маса електрона
Основна јединица у СИ мерном систему је {\displaystyle \mu _{B}} = 9.27 × 10-24 A·m² (Ампера на квадратни метар).